# Легенда о святом пропойце
«Легенда о святом пропойце» (итал. La Leggenda del santo bevitore) — кинофильм по одноимённой повести австрийского писателя Йозефа Рота.
Фильм завоевал «Золотого льва» на 45-м ежегодном Венецианском международном кинофестивале.
Он также получил четыре награды премии «Давид ди Донателло» (за лучший фильм, лучшего режиссёра, лучшую кинематографию и лучший монтаж) и две «Серебряные ленты» (за лучшего режиссёра и лучший сценарий). Фильм был заявлен Италией на конкурс в номинации «Лучший фильм на иностранном языке», но в итоге был отклонён.

## Сюжет
Под мостом реки Сены незнакомец одаривает Андреаса, бездомного бродягу, 200 франками, предполагая, что бродяга сможет с помощью этих денег улучшить своё положение, найти работу и начать жизнь с чистого листа. Главный герой обещает вернуть эти деньги незнакомцу. Однако великодушный джентльмен просит, чтобы 200 франков были возвращены в Церковь святой Терезы, которая находится неподалёку. Благодаря неожиданному подарку судьбы Андреас начал жить совершенно другой жизнью. На протяжении всего фильма он встречает разных людей, которые так или иначе мешают Андреасу вернуть 200 франков в церковь. В следующие две с половиной недели главный герой вновь встретился со своей возлюбленной Каролиной, из-за которой он ранее оказался в тюрьме; нашёл старого школьного друга, Канджака, который стал известным боксёром, а также насладился любовным романом с Габби, местной танцовщицей. Когда Андреас наконец был готов выполнить обещание, он скончался на полпути к церкви. Он умирает, и зрителю приходится самому решить, в чём состоит путь святого.

## В ролях
| Актёр            | Роль                    |
| ---------------- | ----------------------- |
| Рутгер Хауэр     | Андреас Картак          |
| Доминик Пинон    | Войтек                  |
| Энтони Куэйл     | великодушный джентльмен |
| Сандрин Дюма     | Габби                   |
| Софи Сегален     | Каролина                |
| Далила Беллатрех | Тереза                  |
| Жан-Морис Шане   | Даниэль Каняк           |

## Премии и награды
- 1988 — Венецианский кинофестиваль
  - «Золотой лев» за лучший фильм
  - Премия OCIC
- 1989 — награда имени Давида ди Донателло
  - Лучший фильм — Эрманно Ольми, Марио Чекки Гори, Витторио Чекки Гори, Роберто Чикути и Винченцо де Лео
  - Лучший режиссёр — Эрманно Ольми
  - Лучшая операторская работа — Данте Спинотти
  - Лучший монтаж — Паоло Коттиньола, Эрманно Ольми и Фабио Ольми
  - Номинация на лучший сценарий — Эрманно Ольми и Туллио Кецича
- 1989 — «Серебряная лента»
  - Режиссёр лучшего фильма — Эрманно Ольми
  - Лучший сценарий — Эрманно Ольми и Туллио Кецича
- 1989 — итальянская кинопремия «Ciak d’oro»
  - Лучший фильм — Эрманно Ольми, Марио Чекки Гори, Витторио Чекки Гори, Роберто Чикути и Винченцо де Лео
  - Лучший режиссёр — Эрманно Ольми
  - Лучшая операторская работа — Данте Спинотти